# 辻原俊博
辻原 俊博（つじはら としひろ、1950年（昭和25年） - ）は、日本の建設・国土交通官僚、外交官。2012年（平成24年）9月11日からクウェート駐箚特命全権大使。

## 経歴・人物
和歌山県出身。1975年（昭和50年）東京大学法学部を卒業し、建設省に入省する。
外務省在フランス日本国大使館一等書記官、建設省都市局都市政策課長補佐、鳥取県企画部次長、建設省大臣官房人事課企画官、国土庁長官官房総務課広報室長を経て、1994年（平成6年）内閣官房内閣審議官（内閣官房内閣内政審議室）。
1997年（平成9年）建設省建設経済局不動産業課長。住宅金融公庫総務部長を経て、2000年（平成12年）長崎県副知事。2004年（平成16年）11月、国土交通省大臣官房審議官（国土計画局担当）。2007年（平成19年）国土交通省国土計画局長。2010年（平成22年）4月、日本高速道路保有・債務返済機構理事長代理。
2012年（平成24年）9月11日からクウェート駐箚特命全権大使。2015年（平成27年）12月1日からあいおいニッセイ同和損害保険株式会社非常勤顧問。2016年（平成28年）東急不動産ホールディングス株式会社顧問。2017年（平成29年）1月1日から日本下水道事業団理事長。2020年瑞宝中綬章受章。同年10月 森岡泰裕を後任に退職。

## 著作

### 単著
- 『フランスの街づくり国づくり』（住宅新報社,1991年2月,ISBN 978-4789216050）